# Kijor

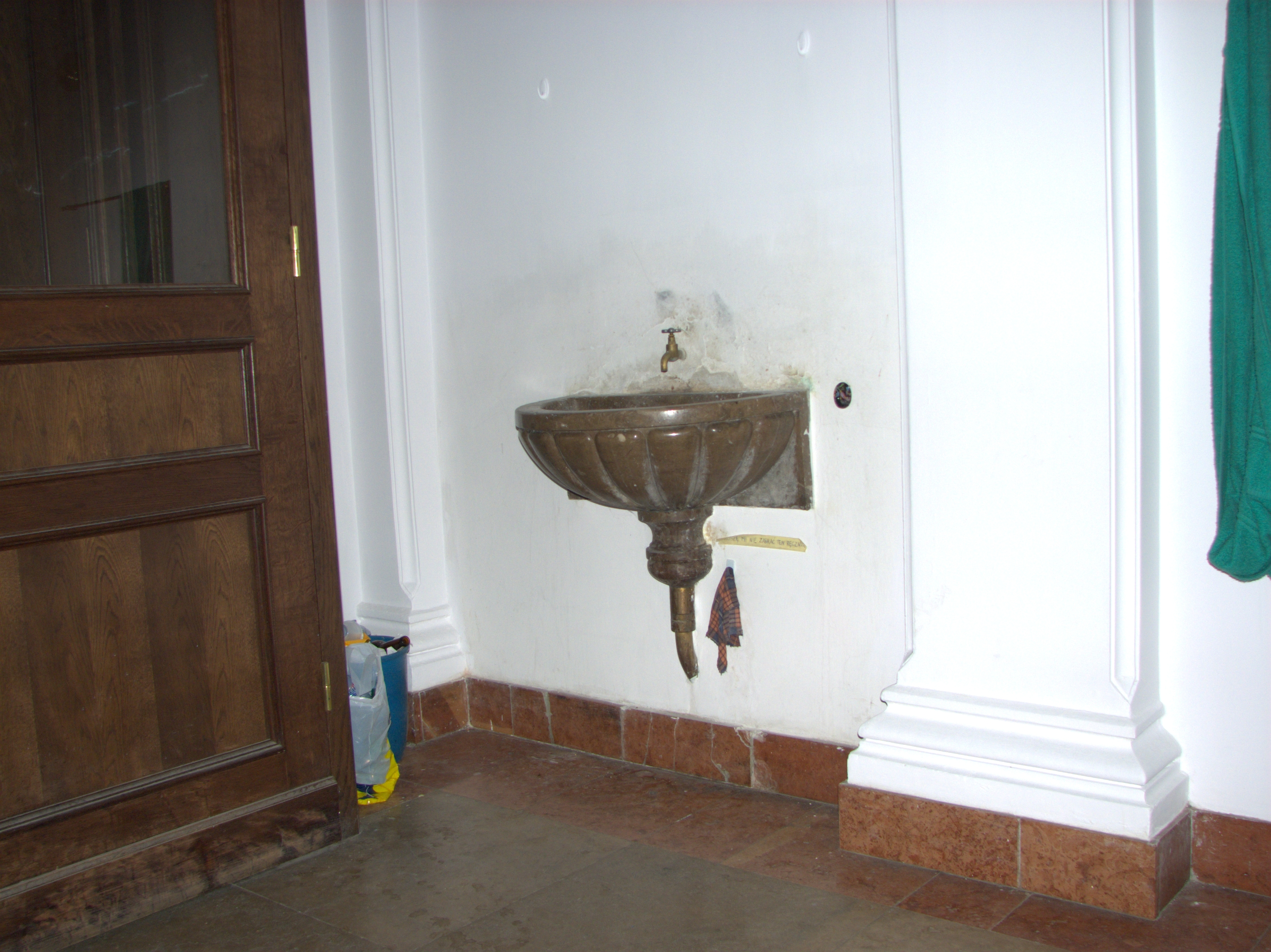
Kijor w synagodze Nożyków w Warszawie

Kijor – naczynie, umywalnia bądź misa z kranem, znajdująca się w przedsionku synagogi, służąca do obmywania rąk przed wejściem do głównej sali modlitewnej.